# 89 př. n. l.

## Události
- bitva u Fucinského jezera – jedna z bitev tzv. spojenecké války mezi římskou republikou a italickými vzbouřenci[1]
- vzbouřené město Pompeje bylo obleženo Sullou a následně donuceno ke kapitulaci[2]

## Hlavy států
- Pontus – Mithridatés VI. Pontský (doba vlády asi 120 př. n. l. – 63 př. n. l.)[3]
- Parthská říše – Mithradatés II. (124/123 – 88/87 př. n. l.) » Gótarzés I. (91/90 – 81/80 př. n. l.)
- Egypt – Ptolemaios X. Alexandros (110 – 109, 107 – 88 př. n. l.)
- Čína – Wu-ti (dynastie Západní Chan)
- starověká Arménie – Tigranés Veliký (doba vlády 95 př. n. l. – 55. př. n. l.)[4]